# Santa Apolonia (Artemisia Gentileschi)
Santa Apolonia es un lienzo atribuido a la pintora caravaggista Artemisia Gentileschi ejecutado entre los años de 1642 y 1644. Forma parte de la colección del Museo Soumaya.

## Descripción de la obra
En esta, la artista italiana retrató a Santa Apolonia, mártir fallecida en Alejandría en Egipto, a mediados del siglo III tras un levantamiento violento contra los cristianos. El retrato a mezzo busto y con un fondo en marrones oscuros, muestra a la santa mirando hacia arriba, como hacia el cielo; su palma derecha se encuentra extendida a forma de oración, mientras que en su mano izquierda porta unas pinzas que sostienen una muela, atributo iconográfico que ayuda a la identificación de la mártir.
Destaca la forma en que fue elaborado el vestuario de Santa Apolonia, de un terciopelo malva y mangas bombachas en un tenue azul metálico que permite apreciar el drapeado de la tela. En las mangas y cuello lleva unos sujetadores de perlas. Otro elemento importante en la pieza es la utilización del claroscuro, elemento pictórico típico del barroco que ayuda a la creación de un ambiente más dramático, muy a la usanza de Caravaggio y formas adoptadas por su escuela en Roma.
Este cuadro, por la cronología, se cree fue pintado durante la última etapa en Nápoles de la artista, tras su regreso de Londres en 1642, y es pareja de otro cuadro de santas mártires, de los cuales elaboró algunos: Santa Lucía.